# Marvel Super Heroes (gioco di ruolo)
Marvel Superheroes (MSHRPG), conosciuto anche come FASERIP system è un gioco di ruolo ambientato nell'Universo Marvel, pubblicato per la prima volta dalla TSR nel 1984, sotto licenza della Marvel Comics. Nel 1986, la TSR pubblicò un'edizione espansa, la Marvel Superheroes Advanced Game. Entrambe le edizioni furono progettate da Jeff Grubb e scritte da Steve Winter.
Il gioco base è stato progettato per permettere ai giocatori di assumere i ruoli dei personaggi dei fumetti della Marvel Comics, come, per esempio, l'Uomo Ragno, Daredevil, Hulk, Capitan America, i Fantastici Quattro o gli X-Men. Il Battle Book, un libretto di 16 pagine contenuto nel Basic Set, descrive una versione ridotta del sistema di combattimento sufficiente per risolvere i duelli nello stile dei fumetti di supereroi.

## Sistema di gioco

### Attributi
| Rango | Intervallo valori |
| --- | ----------------- |
| Shift 0 | 0                 |
| Feeble (miserevole) | 1-2               |
| Poor (cattivo) | 3-4               |
| Typical (tipico) | 5-7               |
| Good (buono) | 8-15              |
| Excellent (eccellente) | 16-25             |
| Remarkable (rimarchevole) | 26-35             |
| Incredible (incredibile) | 36-45             |
| Amazing (stupefacente) | 46-62             |
| Monstrous (mostruoso) | 63-87             |
| Unearthly (ultraterreno) | 88-125            |
| Shift X (spostamento X) | 126-175           |
| Shift Y (spostamento Y) | 176-350           |
| Shift Z (spostamento Z) | 351-oltre         |
| Class 1000 (classe 1000) | 1000              |
| Class 3000 (classe 3000) | 3000              |
| Class 5000 (classe 5000) | 5000              |
| infinito |                   |
| I ranghi indicati come "Shift" sono normalmente usati solo quando un modificatore sposta il rango sotto miserevole o sopra ultraterreno. I ranghi classe 1000, 3000, 5000 e oltre non sono normalmente disponibili per eroi terrestri ma vengono usati per definire forze primordiali come Galactus. |                   |

I personaggi sono descritti attraverso una serie di attributi, o punteggi:
Fighting"Combattere", determina sia la probabilità di colpire che l'abilità nel difendersi in combattimenti corpo a corpo.
Agility"Agilità", determina la probabilità, di colpire, nel difendersi in attacchi a distanza, usare l'agilità per difendersi dall'ambiente ed eseguire acrobazie.
Strength"Forza", determina il danno inflitto in combattimenti corpo a corpo e la probabilità di successo in azioni come scalare o sollevare e rompere oggetti pesanti.
Endurance"Resistenza fisica", determina la resistenza a danni fisici, per esempio veleno, malattia, morte, per quanto a lungo si riesce a sostenere un combattimento o per quanto tempo si riesce a correre alla massima velocità senza stancarsi.
Reason"Ragionamento", determina il successo in compiti correlati alla conoscenza, risoluzione di problemi e comprensione della tecnologia avanzata
Intuition"Intuizione", determina il successo in compiti correlati alla consapevolezza, percezione e istinto.
Psyche"Psiche", determina il successo in compiti correlati alla forza di volontà, poteri psionici e magici.
Ogni attributo, o punteggio può assumere un valore compreso tra 1 a 100. Il valore di un normale essere umano è 6, il picco delle capacità umane, corrisponde al valore 30. Il Battle Book, comunque, minimizza l'uso dei valori numerici, enfatizzando piuttosto, come nella tradizione dei fumetti Marvel, l'uso degli aggettivi. Per esempio, viene utilizzato l'aggettivo "Incredible", per indicare un valore dell'attributo da 36 a 45, e "Amazing", per indicare un valore da 46 a 62. Un personaggio con un attributo o punteggio, "Typical", "tipico", compreso tra 5 e 7, possiede una probabilità base del 50% di terminare con successo la maggior parte delle azioni basate su quell'attributo, quindi un personaggio avente attributo "Figthing" pari a "typical" ha una probabilità base del 50% di colpire con un pugno. Con l'aumentare del valore di un attributo aumenta la probabilità di successo (circa il 5% in più per ogni rango).

### Risoluzione delle azioni
Per risolvere la maggior parte delle azioni si utilizza una tabella chiamata "Universal Results Table" ("Tabella universale dei risultati"), le cui colonne sono etichettate con le etichette dei ranghi degli attributi (da "Shift 0" a "Infinito"), mentre le righe da intervalli di numeri di valore crescente da 01 a 100. Si tira un dado percentuale il cui risultato determina riga da incrociare con la colonna scelta. Il colore della cella all'incrocio della colonna e risultato (bianco, verde, giallo o rosso) determina il successo o meno dell'azione (bianco = fallimento, verde, giallo e rosso = successi di grado crescente).
Nel caso che l'azione sia eccezionalmente facile ci si sposta (column shift) su una colonna più a sinistra, mentre se si tenta una eccezionalmente difficile ci si sposta su una colonna a destra. Per esempio Mister Fantastic che possiede un'intuizione eccellente è significativamente più percettivo di una persona normale dotato solo di un'intuizione tipica, ossia di due ranghi inferiore. Il game master può decidere che scoprire una trappola nascosta da qualche trave di legno e da una manciata di foglie sia discretamente facile e darà al giocatore che impersona Mister Fantastic un column shift di +1. La sua intuizione sarà trattata come rimarchevole. Comunque una trappola seppellita sottoterra potrebbe essere considerevolmente più difficile da scoprire e il game master potrebbe dare allo stesso giocatore un column shift di -1. In questo caso l'intuizione di Mr. Fantastic sarà trattata solo come buona.
Ogni colonna della "Universal Action Table", è divisa in quattro fasce colorate: bianco, verde, giallo e rosso. Un risultato bianco è sempre un fallimento. Nella maggior parte dei casi un risultato verde è un risultato utile per aver successo in una particolare azione. Risultati gialli e rossi generalmente indicano risultati ancora più favorevoli che potrebbero respingere indietro, stordire o anche uccidere un avversario. Comunque il game master potrebbe determinare che per riuscire in un compito eccezionalmente difficile sia necessario un risultato giallo o rosso.
Regole aggiuntive nel Campaign Book del Basic Set e del successivo Advanced Set usano le stesse meccaniche di gioco per risolvere compiti non violenti. Per esempio un supereroe che tenti di attivare un congegno alieno deve riuscire in un "tiro ragione", la cui difficoltà è modificata dalla complessità del congegno.

### Superpoteri
Oltre ai sette attributi, i personaggi possiedono anche superpoteri, come la capacità di arrampicarsi sui muri dell'Uomo Ragno, o l'abilità di allungarsi di Mister Fantastic. Questi sono descritti generalmente ad hoc e quindi il profilo di ogni personaggio dedica uno spazio considerevole alla descrizione del funzionamento dei suoi poteri nel gioco.
Ogni personaggio ha un'origine che fissa un limite superiore sia alle sue abilità che ai suoi superpoteri. Le origini includono: umano alterato (persone normali che hanno acquisito superpoteri, come l'Uomo Ragno o i Fantastici Quattro), meraviglie tecnologiche (persone normali i cui poteri provengono dal loro equipaggiamento, per esempio Iron Man), mutanti (persone nate con superpoteri, come per esempio gli X-Men), robot (esseri artificiali come la Visione) e alieni (un termine che comprende tutti i non umani, inclusi esseri extradimensionali come Thor e Ercole).

### Talenti
Il sistema di gioco comprende anche un semplice sistema di abilità. I talenti sono appresi per insegnamento e coprono un'ampia varietà di conoscenze, dal tiro con l'arco alla zoologia. Un talento aumenta la capacità di un personaggio di un rango quando tenta azioni correlate a quel talento. Per esempio l'agilità viene usata per sparare con un fucile, se un personaggio ha il talento "Gun" ("fucile") e un valore di agilità pari a eccellente consulterà la colonna del rango superiore (rimarchevole) quando spara con il fucile. Quando un personaggio non possiede un talento appropriato, il game master è libero di determinare se può tentare o meno un'azione, per esempio un personaggio senza conoscenze mediche che tenta di creare una pillola per curare una malattia rara.

### Risorse e popolarità
I personaggi hanno due attributi variabili: risorse e popolarità, descritti nello stesso modo degli altri attributi, ma diversamente da questi, che possono al massimo cambiare solo lentamente, invece sono in grado di cambiare rapidamente, secondo le azioni del personaggio.
La prima delle due variabili, Resource ("risorse"), rappresenta la ricchezza del personaggio e la sua capacità di ottenere beni e servizi. Piuttosto che registrare in dettaglio il denaro che un personaggio ha in banca o con sé, l'Advanced System presuppone che un personaggio abbia abbastanza denaro da coprire le sue spese normali. L'attributo risorse viene usato quando il personaggio desidera comprare qualcosa fuori dall'ordinario, come un'auto o una casa nuova. Per esempio il master potrebbe decidere che un personaggio con risorse tipiche non può probabilmente permettersi un'auto sportiva, ma con un risultato "giallo" possa permettersi un'auto usata in buone condizioni. Il manuale indica che l'ammontare delle risorse di un personaggio può cambiare per diversi motivi, come vincere alla lotteria o concludere una svantaggiosa trattativa di affari.
La seconda variabile, Popularity ("popolarità"), rispecchia quanto il personaggio è amato (o odiato) nell'universo Marvel. La popolarità può essere usata per influenzare i personaggi non giocanti. Un supereroe con un alto valore, come Capitan America, la cui popolarità è ultraterrena, può usarla per riuscire ad entrare in un club riservato, perché la popolazione generale dell'universo Marvel lo ammira. Se dovesse tentare la stessa azione nella sua identità di Steve Rogers, la cui popolarità è solo tipica, probabilmente fallirebbe. Anche i malvagi hanno un valore di popolarità, generalmente negativo. La popolarità può cambiare in diversi modi, per esempio se il Dottor Destino sconfiggesse l'Uomo Ragno di fronte a dei testimoni, la popolarità dell'Uomo Ragno scenderebbe per un breve periodo. Ma se l'Uomo Ragno riuscisse a fermare uno dei piani del Dottor Destino di fronte a testimoni, la sua popolarità potrebbe aumentare temporaneamente. Poiché generalmente la gente teme i mutanti e non si fida di loro, questi iniziano il gioco con popolarità uguale a 0 ed è difficoltoso per loro riuscire ad aumentarla.

### Creazione del personaggio
Il gioco è stato intenzionalmente creato impersonare i personaggi Marvel come eroi. Sia il Basic Set, che l'Advanced contenevano sistemi per la creazione del personaggio discretamente semplici che permettevano di creare supereroi originali, basati su tiri casuali del dado. In aggiunta il Basic Set Campaign Book permetteva ai giocatori di creare eroi originali semplicemente descrivendo il proprio tipo di eroe ed elaborando con il game master l'assegnazione dell'abilità, dei poteri e dei talenti.
The Ultimate Powers Book, di David Edward Martin, espanse ed organizzò la lista dei poteri del gioco, compilando un inventario discretamente completo dei poteri dei supereroi. I giocatori possono scegliere una varietà di origini segrete, debolezze e poteri. The Ultimate Powers Book conteneva però molti errori di editing e omissioni. Per esempio sulle pagine di Dragon furono pubblicati molti errori, con revisioni parziali, e precisamente nei numeri: 122, 123, 134 e 151.

### Karma
Il karma è una riserva di punti inizialmente pari alla somma dei tre attributi mentali: ragione, intuizione e psiche.
Il sistema base permette ai giocatori di aumentare la probabilità di successo della maggior parte delle azioni spendendo punti karma. Per esempio, se in una situazione critica, un giocatore vuole essere certo di colpire l'avversario può spendere sufficienti punti karma per aumentare il risultato del dado fino a ottenere il risultato che desidera. Il game master assegna punti karma alla fine della sessione di gioco, generalmente per ricompensare un supereroe che ha compiuto un gesto eroico, come sconfiggere un supercattivo, salvare degli innocenti o rovinare i piani dei criminali. Allo stesso modo il karma può essere perso fallendo nel compiere gesta eroiche, nel non riuscire a fermare un supercattivo o di evitare un crimine. In sintonia con il genere tutto il karma veniva perso se un eroe uccide o non riesce a impedire la morte di un innocente.
Nell'Advanced System si possono spendere punti di karma anche per aumentare permanentemente gli attributi e i poteri di un personaggio. Il sistema del karma unisce quindi due meccaniche dei giochi di ruolo, quella dei punti "eroe" e quello dell'avanzamento del personaggio, cioè i punti esperienza. Sebbene il sistema possa essere frustrante sia per il game master che per i giocatori, essi hanno la virtù di emulare due meccanismi fondamentali dei fumetti di supereroi, cioè che l'eroe vince sempre, anche in circostanze improbabili, e che il livello di potere degli eroi rimane generalmente costante. Inoltre questo sistema incoraggia i giocatori gestire in azione e coerentemente il proprio personaggio, in modo equivalente all'allineamento di Dungeons & Dragons, incentivandoli a comportarsi in maniera eroica.

## Edizioni
La TSR avendo avuto notizia che la Mayfair Games aveva intenzione di pubblicare un gioco sui supereroi della Marvel Comics contattò quest'ultima e riuscì ad ottenere per prima una licenza Il lavoro fu affidato a Jeff Grubb che in passato aveva già proposto di sviluppare un gioco di ruolo sui supereroi. La Mayfair Games si rivolse alla DC e pubblicò DC Heroes.
Marvel Super Heroes venne estesamente supportato dalla TSR, che pubblicò molti moduli, tra cui un Gamer's Handbook of the Marvel Universe modellato sulla falsariga degli Official Handbook of the Marvel Universe. Dragon pubblicò la colonna "The Marvel-phile", dedicata a Marvel Super Hero, nella quale erano generalmente descritti personaggi o gruppi di personaggi che ancora non erano comparsi su alcun prodotto pubblicato.
La TSR pubblicò i seguenti manuali:
| Autore                                          | Artista                                                    | Titolo                                                                    | Anno | Marvel # | TSR # | ISBN               | Note |
| ----------------------------------------------- | ---------------------------------------------------------- | ------------------------------------------------------------------------- | ---- | -------- | ----- | ------------------ | --- |
| Jeff Butler e Bruce Nesmith                     |                                                            | Adventure Foldup Figures                                                  | 1984 | MHAC3    | 6856  | ISBN 0-88038-130-2 | Più di 125 Miniature, di cartoncino, di supereroi e supercattivi |
| Anthony Herring                                 | Jeff Butler (copertina)                                    | After Midnight                                                            | 1990 | MLA1     | 6892  | ISBN 0-88038-832-3 | |
| Ray Winniger                                    |                                                            | All This and World War II                                                 | 1989 | MT1      | 6885  | ISBN 0-88038-718-1 | I supereroi devono fermare i nazisti del Teschio Rosso alla caccia di armi segrete nel tempo |
| Edward O. Sollers & David Cook                  | Jeff Butler (copertina)                                    | Avengers – Coast to Coast                                                 | 1986 | MA2      | 6874  | ISBN 0-88038-293-7 | |
|                                                 |                                                            | Avengers Archive                                                          | 1993 | MHR3     | 6908  | ISBN 1-56076-406-6 | Set in scatola |
| Bruce Nesmith                                   | Jeff Butler (copertina)                                    | Avengers Assembled!                                                       | 1984 | MHAC2    | 6854  | ISBN 0-88038-128-0 | |
| Jeff Grubb                                      | John Byrne (copertina) Jeff Butler (illustrazioni interne) | Cat\'s Paw                                                                | 1984 | MH5      | 6857  | ISBN 0-88038-132-9 | Avventura ambientata in Canada con gli Alpha Flight |
| Kim Eastland                                    |                                                            | Children of the Atom                                                      | 1986 | MA1      | 6872  | ISBN 0-88038-292-9 | Modulo che descrive i supereroi e supermalvagi mutanti. Include il miniscenario Dreamchild |
| Jeff Grubb                                      | Charles Vess (copertina)                                   | Concrete Jungle: Official Character Roster                                | 1985 | MHAC7    | 6865  | ISBN 0-88038-226-0 | |
| Troy Denning                                    | Jeff Butler (copertina)                                    | Cosmos Cubed                                                              | 1988 | ME1      | 6879  | ISBN 0-88038-547-2 | Scenario per le regole avanzate. Thor, Firelord, Dr. Strange e Silver Surfer devono impedire ai Kree o agli Skrull di impadronirsi del nuovo Cubo Cosmico                                                         |
| Redazione della TSR                             |                                                            | Deluxe City Campaign Set                                                  | 1989 | -        | 6890  | ISBN 0-88038-750-5 | Set in scatola, 2 libretti (96 e 64 p.), 4 mappe a colori. Descrive la versione Marvel Universe di New York |
| Davide E. Martin                                |                                                            | The Fantastic Four Compendium                                             | 1987 | MA4      | 6889  | ISBN 0-88038-483-2 | Dedicato ai Fantastici Quattro |
| Kim Eastand                                     |                                                            | Fault Line                                                                | 1985 | MH8      | 6866  | ISBN 0-88038-227-9 | Scenario con l'Uomo Ragno, Capitan America, Wasp e il Cavaliere Nero |
| David \"Zeb\" Cook                              | John Statema e Ordway (copertina)                          | Flames of Doom                                                            | 1987 | MX4      | 6888  | ISBN 0-88038-482-4 | |
| David A. Martin, Chris Mortika e William Tracy  | Jeff Butler (copertina)                                    | Gamer's Handbook of the Marvel Universe – 1989 Characters Update          | 1989 | MU5      | 6887  | ISBN 0-88038-766-1 | |
| David A. Martin, Chris Mortika e Raymond Maddox | Jeff Butler (copertina)                                    | Gamer's Handbook of the Marvel Universe – 1990 Characters Update          | 1990 | MU6      | 6894  | ISBN 0-88038-866-8 | |
| Scott Davis & Anthony & William Tracy           |                                                            | Gamer's Handbook of the Marvel Universe – 1991 Characters Update          | 1991 | MU7      | 6903  | ISBN 1-56076-102-4 | |
| Scott Bennie & John Elliot & David Pulver       |                                                            | Gamer's Handbook of the Marvel Universe – 1992 Characters Update          | 1992 | MU8      | 6909  | ISBN 1-56076-407-4 | |
|                                                 |                                                            | Gamer\'s Handbook of the Marvel Universe – 1993 Characters Update         | 1993 | MU9      | ?     | ISBN 1-56076-600-X | |
| David A. Martin, Chris Mortika e Scott Bennie   |                                                            | Gamer's Handbook of the Marvel Universe – Abomination through Dreadnought | 1988 | MU1      | 6878  | ISBN 0-88038-540-5 | Supplemento per l'Advanced System che descrive supereroi e supermalvagi |
| David A. Martin, Chris Mortika e Scott Bennie   |                                                            | Gamer's Handbook of the Marvel Universe – Eel through Mad Dog             | 1988 | MU2      | 6881  | ISBN 0-88038-576-6 | |
| David A. Martin, Chris Mortika e Scott Bennie   |                                                            | Gamer's Handbook of the Marvel Universe – Mad Thinker through Sentry      | 1988 | MU3      | 6883  | ISBN 0-88038-601-0 | |
| David A. Martin, Chris Mortika e Scott Bennie   |                                                            | Gamer's Handbook of the Marvel Universe – Serpent Sociaty through Zzzax   | 1988 | MU4      | 6884  | ISBN 0-88038-617-7 | |
| Roger Moore                                     |                                                            | Gates of What If?                                                         | 1985 | MH9      | 6867  | ISBN 0-88038-228-7 | Scenario con i Fantastici Quattro e l'Uomo Ragno |
| Jeff Grubb                                      | Al Milgrom (copertina)                                     | Judge's Screen                                                            | 1984 | MHAC1    | 6852  | ISBN 0-88038-126-4 | Schermo del master per il Basic Set. Include una mappa e una guida alla Manhattan del Marvel Universe |
|                                                 |                                                            | Lands of Dr. Doom                                                         | 1992 | MHR4     | 6906  | ISBN 1-56076-404-X | Set in scatola |
| Bruce Nesmith                                   |                                                            | Lone Wolves                                                               | 1984 | MH4      | 6859  | ISBN 0-88038-131-0 | Avventura ambientata a New York con Daredevil, la Vedova Nera (Natasha Romanoff), Luke Cage e Pugno d'acciaio |
| Jeff Grubb e Steve Winter                       | Jeff Butler                                                | Marvel Superheroes Advanced Set                                           | 1986 | MA0      | 6871  | ISBN 0-88038-368-2 | Set in scatola: 2 libretti, Players Book (96 p.) e Judges Book (64 p.), miniature in cartoncino (libretto di 10 p.), mappa a colori, dadi. Versione grandemente espansa del regolamento base                      |
| Jeff Grubb e Steve Winter                       |                                                            | Marvel Superheroes Basic Set (original edition)                           | 1984 | MH0      | 6850  | ISBN 0-88038-345-3 | Set in scatola, 3 libretti: Battle Book (regole di combattimento, 16 p.), Campaign Book (personaggi, veicoli e equipaggiamento, gestione di una campagna, 48 p.), Day of the Octopus (scenario di esempio, 16 p.) |
|                                                 |                                                            | Marvel Superheroes Basic Set (revised edition)                            | 1991 | -        | 6900  | ISBN 1-56076-087-7 | |
| Jeff Grubb                                      | John Byrne (copertina) Jeff Butler (illustrazioni interne) | Murderworld!                                                              | 1984 | MH3      | 6855  | ISBN 0-88038-129-9 | Fantastici Quattro contro Arcade |
| Bruce Nesmith                                   | Jeff Butler (copertina)                                    | Mutating Mutants                                                          | 1990 | MLBA1    | 6893  | ISBN 0-88038-841-2 | Scenario di introduzione al gioco con Wolverine |
| Kate Novak e Jeff Grubb                         | Frenz Rubinstein e Jeff Butler (copertina)                 | New York, New York                                                        | 1985 | MHAC6    | 6863  | ISBN 0-88038-199-X | |
|                                                 |                                                            | Night Life                                                                | 1990 | MLA3     | 6897  | ISBN 0-88038-893-5 | |
| Anthony Herring                                 | Jeff Butler (copertina)                                    | Night Moves                                                               | 1990 | MLA2     | 6895  | ISBN 0-88038-874-9 | |
| Steve Winter                                    | John Statema e Mike Machlan (copertina)                    | Nightmares of Futures Past                                                | 1986 | MX1      | 6873  | ISBN 0-88038-402-6 | |
| Kim Eastland                                    |                                                            | Pit of the Viper                                                          | 1984 | MHAC4    | 6858  | ISBN 0-394-54576-1 | Miniscenario con più di 70 miniature di cartoncino |
| Jeff Grubb                                      | Kerry Gammill                                              | Project Wideawake                                                         | 1985 | MHAC5    | 6861  | ISBN 0-88038-193-0 | Descrizione dei mutanti più importanti del Marvel Universe |
| Troy Denning                                    |                                                            | Ragnarok & Roll                                                           | 1988 | ME2      | 6880  | ISBN 0-88038-568-5 | Seguito di Cosmoso Cubed |
| Kim Eastland                                    | Marshall Rogers e Terry Austin (copertina)                 | Realms of Magic                                                           | 1986 | MHAC9    | 6870  | ISBN 0-88038-278-3 | Ampliamento del sistema magico per il Basic Set |
| Caroline e Warren Spector                       |                                                            | Reap the Whirlwind                                                        | 1987 | MX3      | 6877  | ISBN 0-88038-481-6 | |
| Jeff Grubb                                      | Mike Zeck (copertina)                                      | Secret Wars                                                               | 1984 | MHSP1    | 6860  | ISBN 0-88038-184-1 | Basato sulla miniserie Guerre Segrete |
| Jeff Grubb                                      | John Byrne (copertina)                                     | Secret Wars II                                                            | 1986 | MHSP2    | 6869  | ISBN 0-88038-268-6 | Basato sulla miniserie Guerre Segrete II |
|                                                 |                                                            | Spore of Arthros                                                          | 1991 | MSL3     | 6902  | ISBN 1-56076-101-6 | |
|                                                 |                                                            | Stygian Knight                                                            | 1991 | MSL4     | 6904  | ISBN 1-56076-103-2 | |
| Jeff Grubb                                      |                                                            | The Breeder Bombs                                                         | 1984 | MH1      | 6851  | ISBN 0-88038-125-6 | X-men contro Magneto |
| Kim Eastand                                     | Ron Frenz (copertina)                                      | The Last Resort                                                           | 1985 | MH7      | 6864  | ISBN 0-88038-225-2 | Avventura con i Vendicatori della Costa Ovest |
| Ray Winniger                                    |                                                            | The Left Hand of Eternity                                                 | 1988 | ME3      | 6882  | ISBN 0-88038-583-9 | Seguito di Ragnarok and Roll |
| Ray Winniger                                    | Jeff Butler (copertina)                                    | The Revenge of Kang                                                       | 1989 | MT3      | 6891  | ISBN 0-88038-777-7 | Seguito di Weird, Weird West |
| David E. Martin                                 | Jeff Butler (copertina)                                    | The Ultimate Powers Book                                                  | 1987 | MA3      | 6876  | ISBN 0-88038-413-1 | Descrizione di circa 300 poteri e un nuovo sistema di generazione del personaggio |
|                                                 |                                                            | The Uncanny X-Men Campaign Set                                            | 1990 | -        | 6896  | ISBN 0-88038-888-9 | Set in scatola |
| Ray Winniger                                    |                                                            | Weird, Weird West                                                         | 1989 | MT2      | 6886  | ISBN 0-88038-741-6 | Seguito di All This and World War II |
| Mark Acres                                      | John Statema e Mike Machlan (copertina)                    | The X-Potential                                                           | 1987 | MX2      | 6875  | ISBN 0-88038-403-4 | |
| Bruce Nesmith                                   | Jeff Butler (copertina)                                    | Thunder over Jotunheim                                                    | 1985 | MH6      | 6862  | ISBN 0-88038-198-1 | Thor deve rovinare un piano di Loki |
| Bruce Nesmith                                   | John Byrne (copertina)                                     | Time Trap                                                                 | 1984 | MH2      | 6853  | ISBN 0-88038-127-2 | I Vendicatori viaggiano nel tempo per impedire la distruzione della terra |
|                                                 |                                                            | Unpainted Metal Miniatures Set numero 1                                   | 1984 | -        | 5371  | ISBN 0-394-54020-4 | Set di miniature |
|                                                 |                                                            | Unpainted Metal Miniatures Set numero 2                                   | 1984 | -        | 5372  | ISBN 0-394-55424-8 | Set di miniature |
|                                                 |                                                            | Unpainted Metal Miniatures Set numero 3                                   | 1985 | -        | 5375  | ?                  | Set di miniature |
|                                                 |                                                            | Unpainted Metal Miniatures Set numero 4                                   | 1986 | -        | 5376  | ISBN 0-88038-473-5 | Set di miniature |
|                                                 |                                                            | Unpainted Metal Miniatures Set # 5                                        | 1986 | -        | 5377  | ISBN 5-551-65663-2 | Set di miniature |
|                                                 |                                                            | Warlord of Baluur                                                         | 1991 | MSL2     | 6901  | ISBN 1-56076-100-8 | |
| Jerry Epperson e Jeff Grubb                     | Mark Bright (copertina)                                    | Weapons Locker                                                            | 1985 | MHAC8    | 6868  | ISBN 0-88038-229-5 | Descrizione di armi e armature del Marvel Universe |
|                                                 |                                                            | Webs: Spider-Man Dossier                                                  | 1993 | MHR2     | 6907  | ISBN 1-56076-405-8 | Set in scatola |
|                                                 |                                                            | X-Forces Mutant Update                                                    | 1992 | MHR1     | 6905  | ISBN 1-56076-403-1 | Set in scatola |
|                                                 |                                                            | X-Terminate                                                               | 1991 | MSL1     | 6899  | ISBN 1-56076-066-4 | |

## Altri giochi di ruolo basati sui fumetti Marvel
Alla fine degli anni novanta, prima che la licenza per la produzione di Marvel Super Hero ritornasse alla Marvel Comics, la TSR pubblicò il gioco di ruolo Marvel Super Heroes Adventure Game, creato nel 1998 da Mike Selinker, utilizzando le meccaniche del SAGA System. Sebbene ricevette critiche positive il gioco non raggiunse una grande popolarità e scomparve dal mercato. Nelle regole era inclusa la conversione dei personaggi dal Marvel Super Hero al nuovo regolamento.
Nel 2003, la Marvel Comics, pubblicò il Marvel Universe Roleplaying Game, un gioco di ruolo diceless che utilizzava un metodo di risoluzione basato sul karma, usando pietre o gettoni per rappresentare lo sforzo dei personaggi. La Marvel pubblicò alcuni supplementi per il gioco, ma ne cessò il supporto poco più di un anno dopo dalla sua pubblicazione.
Nell'agosto 2011, la Margaret Weis Productions acquisì la licenza per pubblicare un gioco di ruolo basato sui fumetti Marvel pubblicando il primo libro della serie, Marvel Heroic Roleplaying Basic Game, il 28 febbraio 2012. Altre pubblicazioni sono previste, iniziando con Civil War: Premium Event Book, previsto per la metà del 2012.